# Mărtineni, Covasna
Mărtineni (în maghiară Kézdimartonfalva) este un sat în comuna Catalina din județul Covasna, Transilvania, România. Se află în partea central-estică a județului,  în Depresiunea Târgu Secuiesc.

## Vezi și
- Biserica reformată din Mărtineni

## Imagini

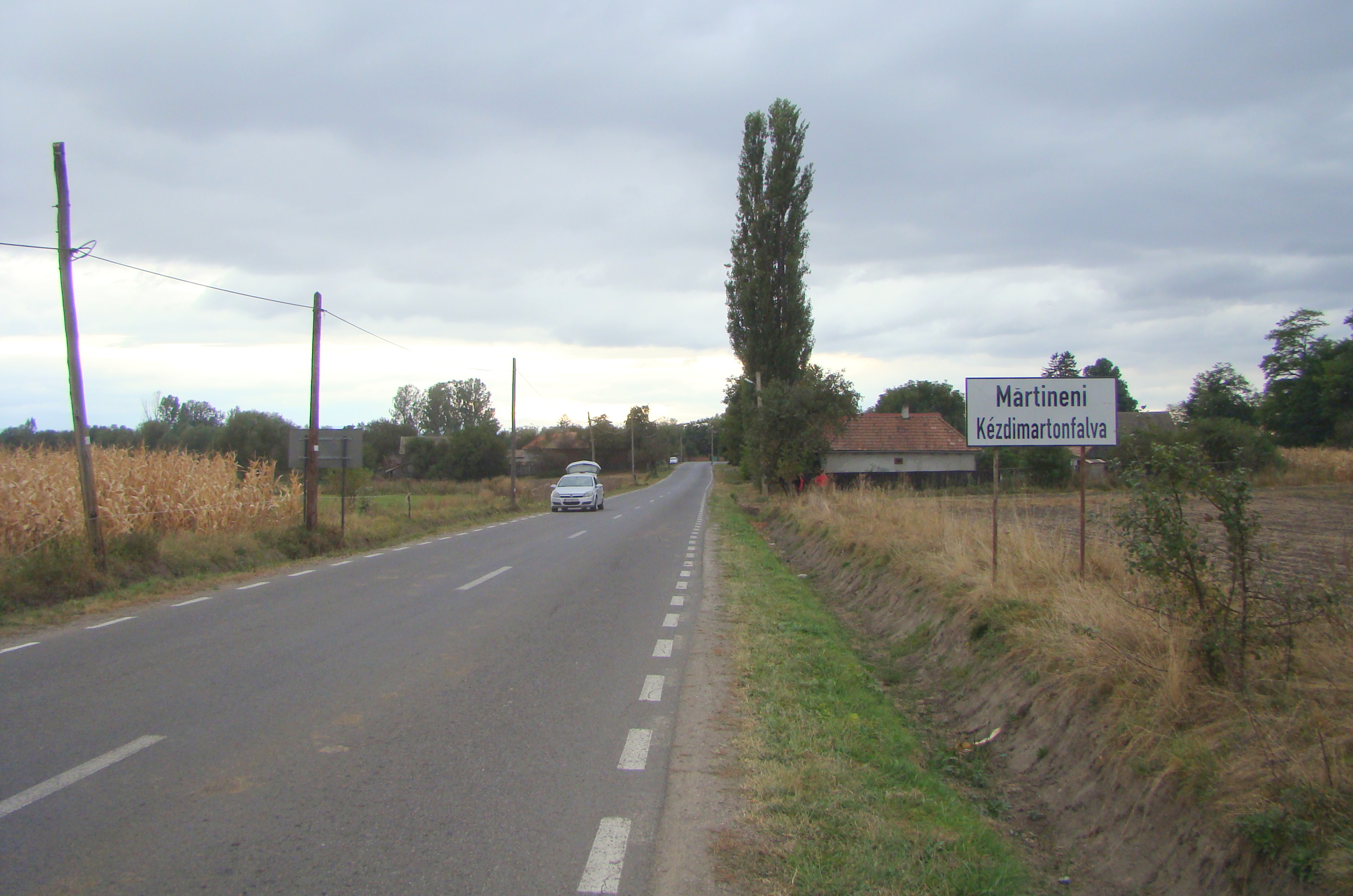
Intrarea în localitate
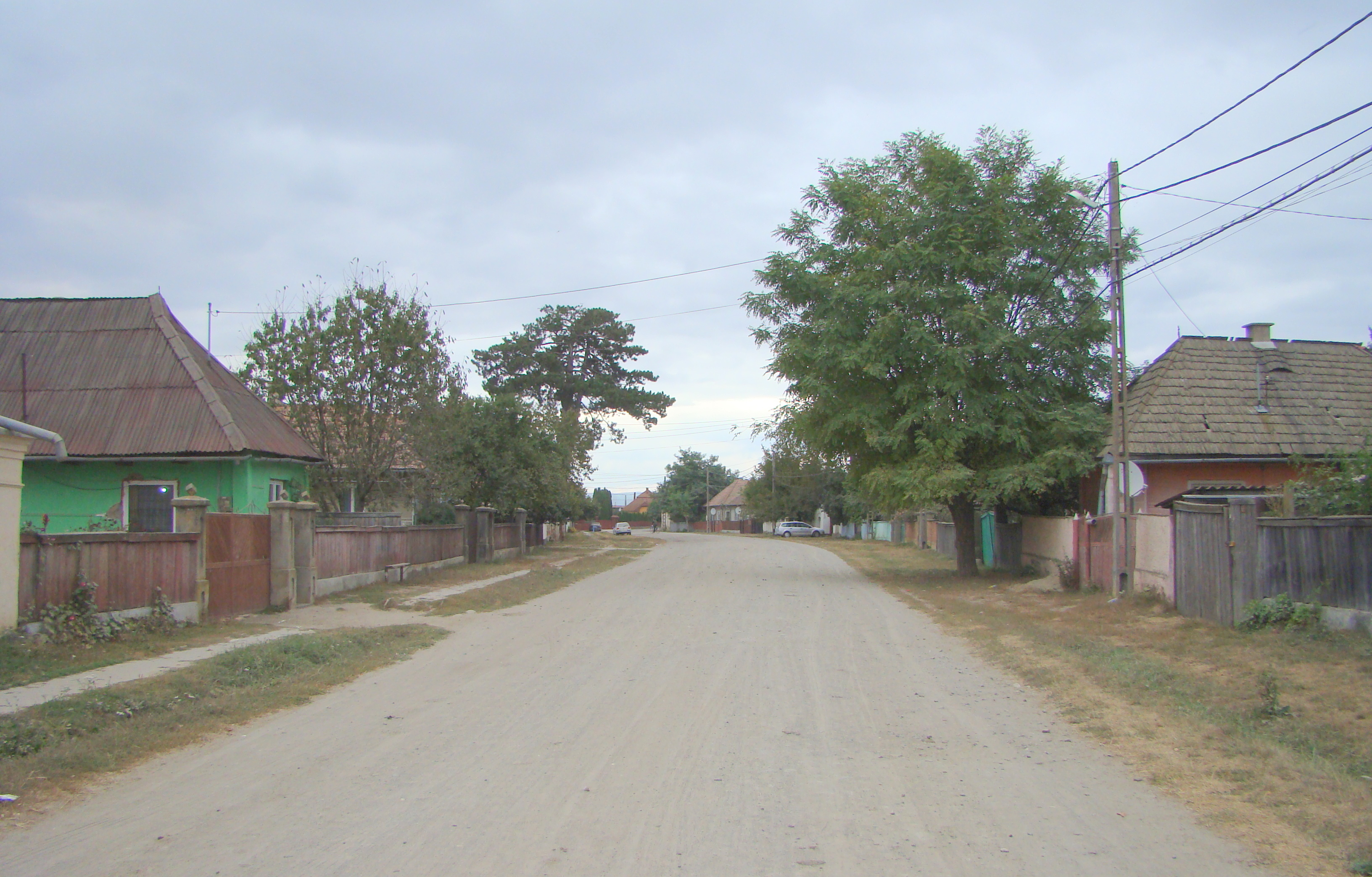
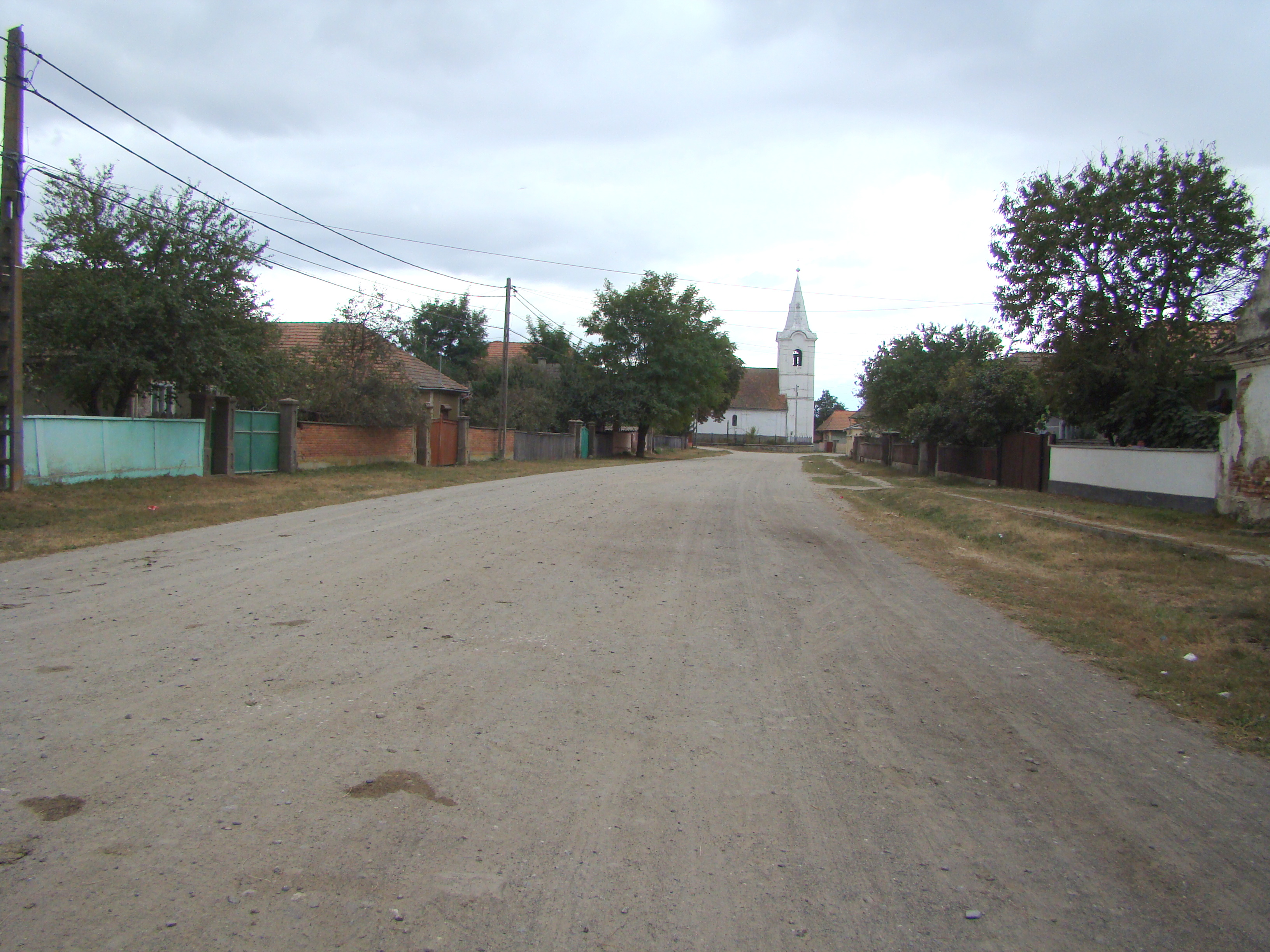
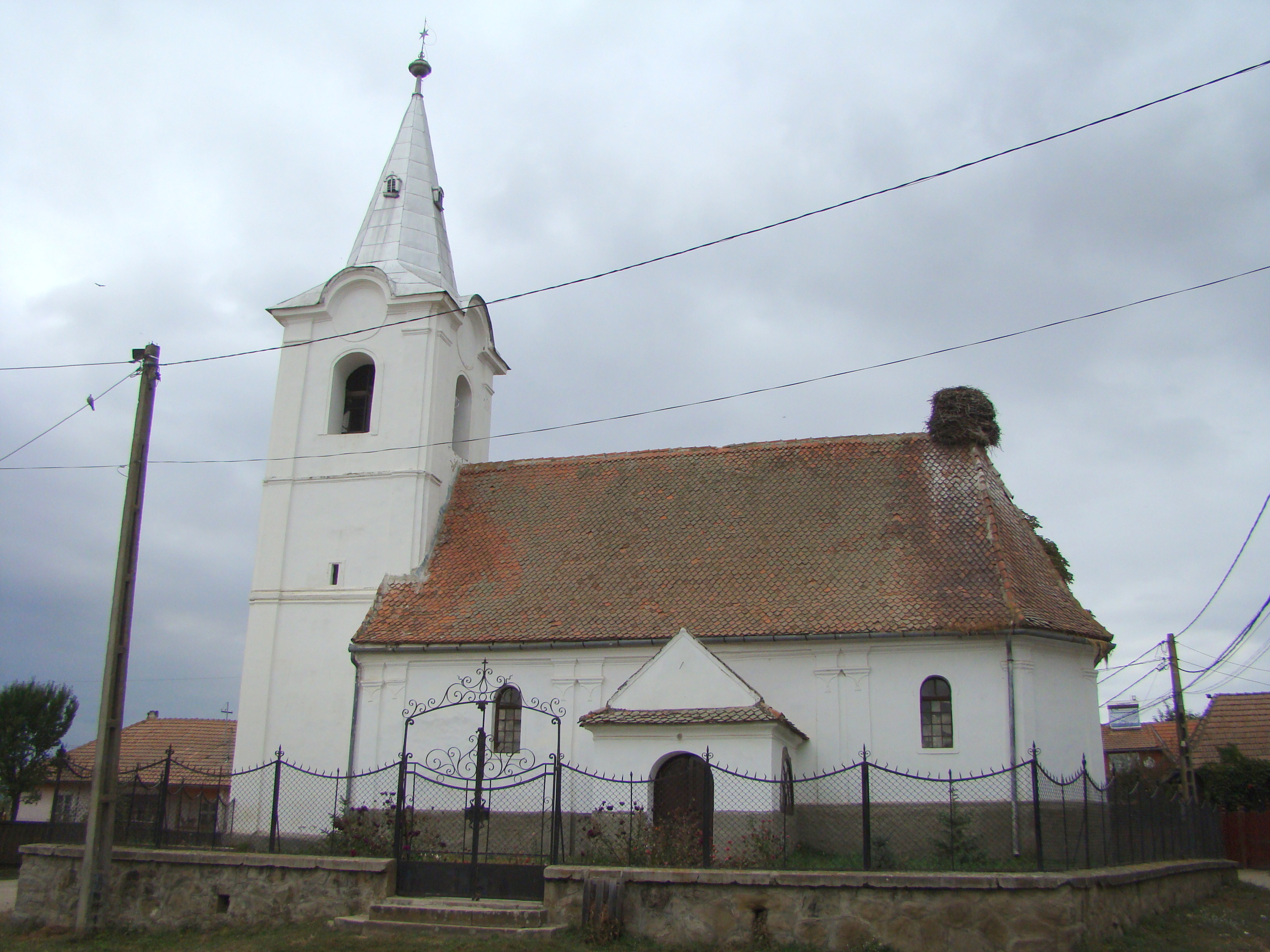
Biserica reformată (monument istoric)
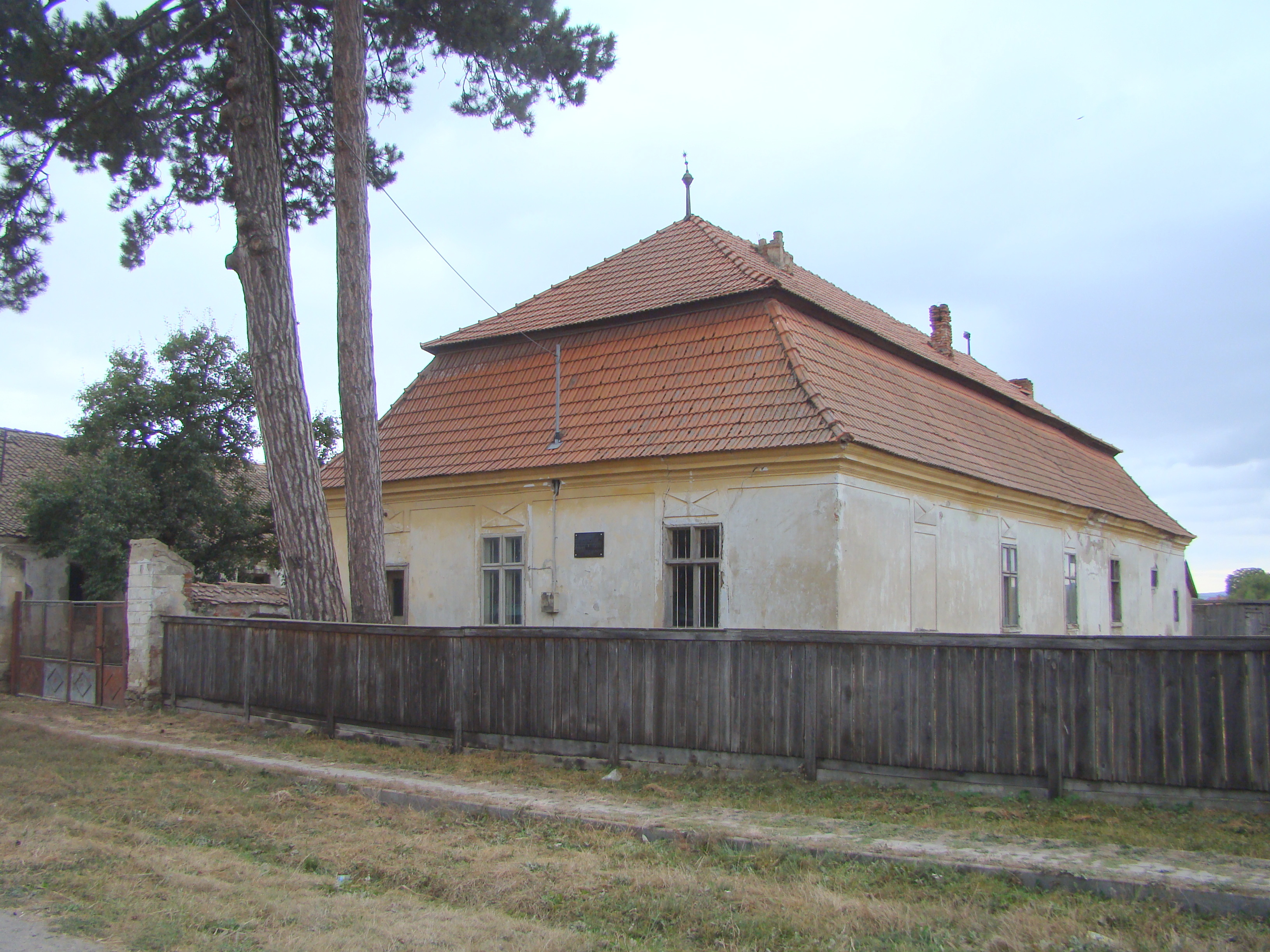
Conac secuiesc
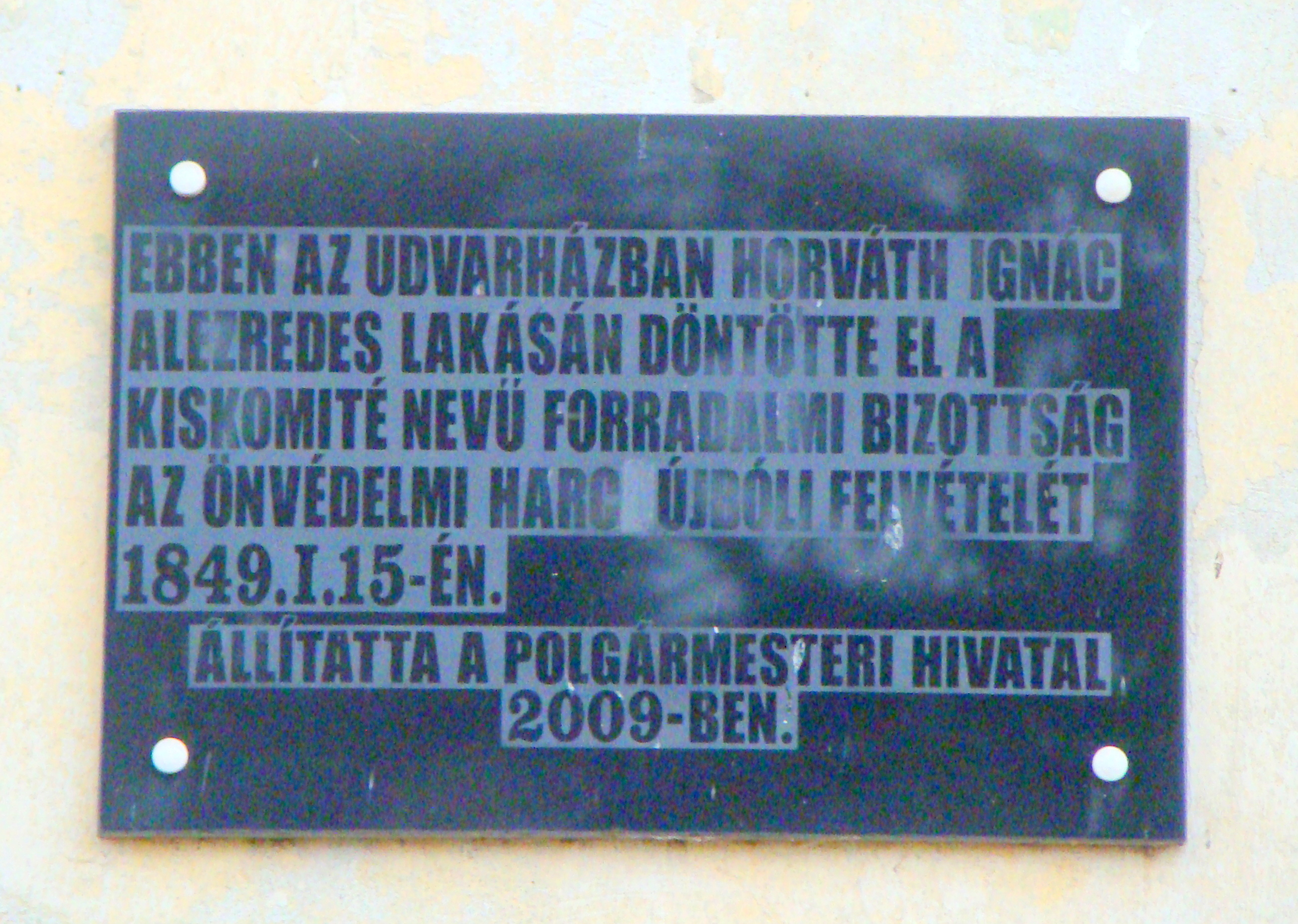
Placa comemorativă amplasată pe clădire

 Acest articol despre o localitate din județul Covasna este deocamdată un ciot. Puteți ajuta Wikipedia prin completarea lui.